# ASB网球中心

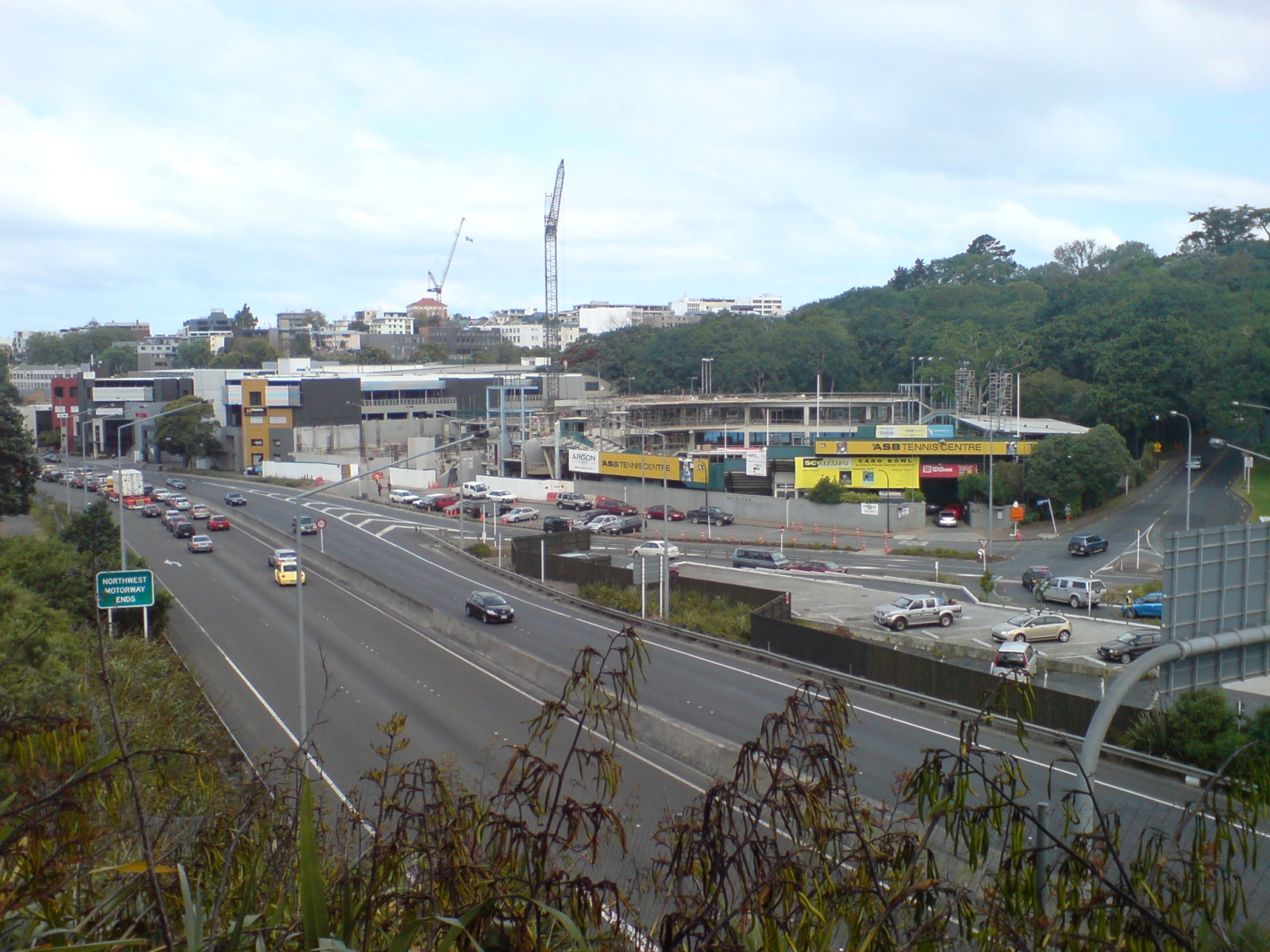
2010年新中心球场在建设中。

ASB网球中心（ASB Tennis Centre），是坐落于新西兰首都奥克兰帕奈尔区的网球设施。目前由奥克兰储蓄银行（现更名为ASB银行）冠名。ASB网球中心于1922年11月18日由奥克兰草地网球协会（Auckland Lawn Tennis Association，现奥克兰网球协会(Tennis Auckland)）在奥克兰市议会租用的场地上开放，该场地最初是奥克兰大型公园奥克兰域的一部分，有9个户外草地球场和一个可容纳400名观众的看台。1977年，有12片球场改为了目前的硬地球场。
每年1月，这里会举行澳大利亚网球公开赛的男女合办的热身赛奥克兰公开赛（由于赞助商的关系目前也被称为ASB经典赛），这里也经常举办新西兰戴维斯杯代表队的主场赛事，包括1975年和1977年的戴维斯杯东区决赛。

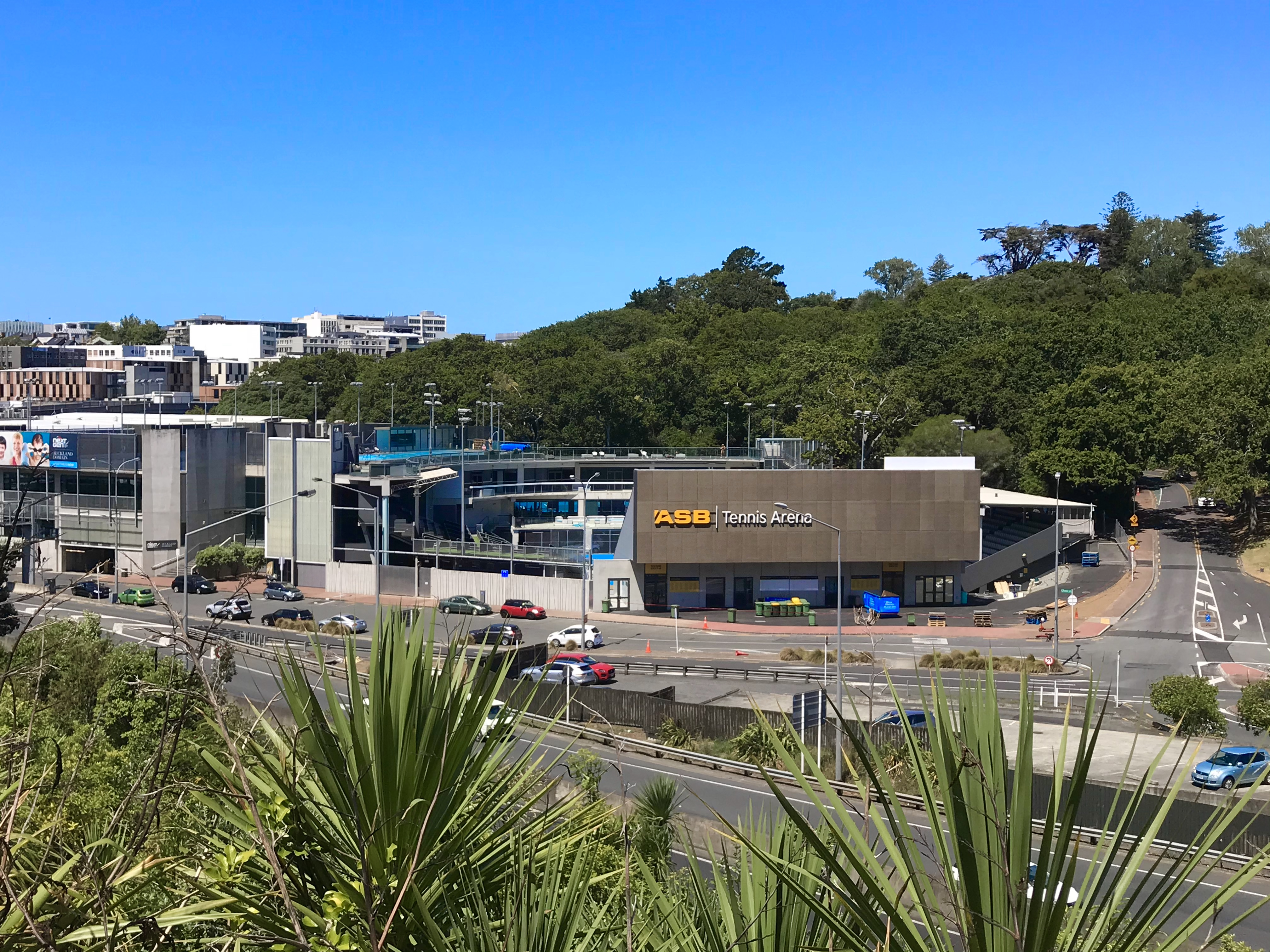
ASB网球场。新的Yock看台在中间，泳池和健身房设施在左边。

该中心有12个球场，都是配备了泛光灯照明的硬地球场，3个在室内，9个在室外，包括中央球场，球场铺设材料是GreenSet。为了跟进澳大利亚网球公开赛的脚步，从2008年的比赛开始，球场表面的硬地材质从Rebound Ace更换成Plexicushion。除了网球，ASB中心球场还在奥克兰公开赛后的一周举办了国际沙滩排球锦标赛。
该场馆在2010年进行了改建，增加了先进的健身房设施，一个屋顶游泳池，一个球员休息室和酒吧，并重新配置了球场布局。该项目还计划增加一个可伸缩屋顶，但截至2020年，该屋顶项目还在等待政府的资助。
现在该球场由奥克兰域公园（Next Generation Auckland Domain）管理。

2020年奥克兰公开赛期间的ASB网球中心。